# 马丽娜德尔雷伊 (加利福尼亚州)
马丽娜德尔雷伊（英語：Marina Del Rey）是位於美國加利福尼亞州洛杉磯縣的一個人口普查指定地區。

## 地理
马丽娜德尔雷伊的座標為33°58′46″N 118°27′10″W / 33.97944°N 118.45278°W，而該地最高點為海拔高度0米（即0英尺）。

## 人口
根據2010年美國人口普查的數據，马丽娜德尔雷伊的面積為3.768平方千米，當中陸地面積為2.227平方千米，而水域面積為1.541平方千米。當地共有人口8866人，而人口密度為每平方千米2,352人。